# Tit Didi (tribú de la plebs 143 aC)
Tit Didi (en llatí: Titus Didius) va ser un magistrat romà. Era probablement l'autor de la (Lex Didia sumptuaria) aprovada 18 anys després de la lex Fannia, el 143 aC, any en què probablement era tribú de la plebs. La llei Dídia, a diferència de la Fànnia que era per tot Itàlia, només tenia efecte a la ciutat de Roma.
Sembla que aquest mateix Tit Didi, alguns anys després de ser tribú, al voltant del 138 aC, va ser enviat com a pretor contra els esclaus rebel·lats a Sicília.